# Fossa Magna
Pour un article plus général, voir Géologie du Japon.

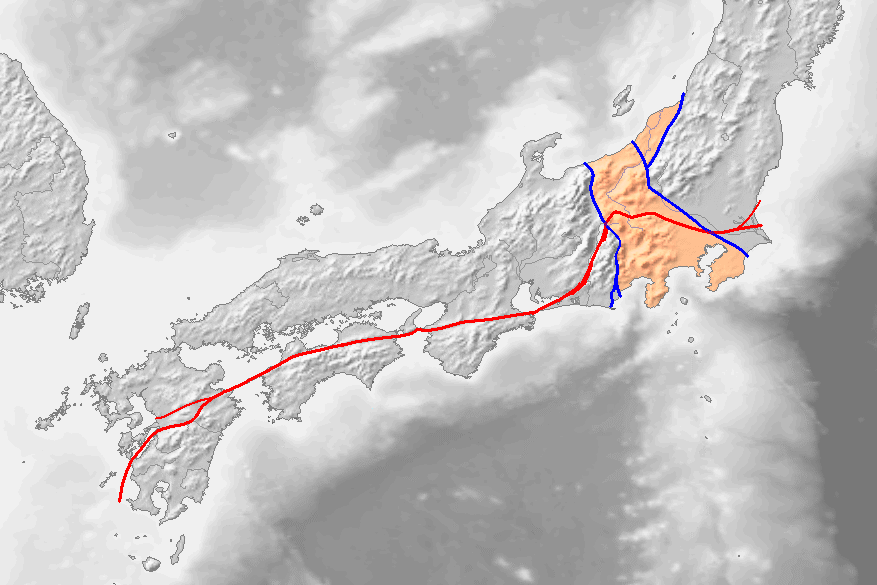
Carte du centre du Japon avec la Fossa Magna en saumon encadrée par les systèmes de failles d'Itoigawa-Shizuoka, de Kashiwazaki–Chiba et de Shibata-Koide en bleu ; la ligne rouge est la ligne tectonique médiane du Japon.

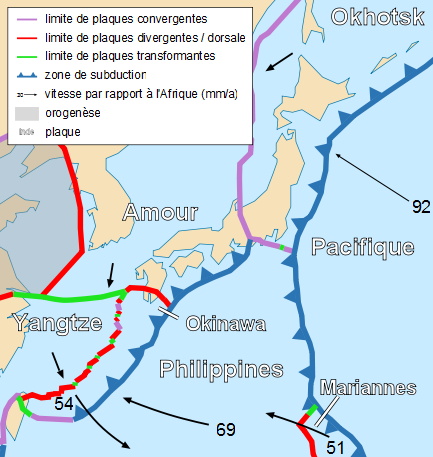
Carte des limites de plaques tectoniques au Japon.

La Fossa Magna (フォッサマグナ) est un graben du Japon qui traverse le centre de Honshū perpendiculairement aux côtes,. Il est situé aux limites des plaques tectoniques de l'Amour au sud-ouest et d'Okhotsk au nord-est au niveau du point triple avec la plaque philippine et non loin de celui avec la plaque pacifique à l'est. La ligne tectonique médiane du Japon, l'un des principaux système de failles du pays, traverse la Fossa Magna de part en part. La moitié méridionale de la plaine du Kantō dont la baie de Tokyo mais aussi le mont Fuji se trouvent dans la Fossa Magna.
Fossa Magna est une locution latine signifiant littéralement en français « grande crevasse » ; elle est nommée ainsi par Heinrich Edmund Naumann, géologue allemand, conseiller étranger au Japon sous l'ère Meiji et considéré comme le père de la géologie japonaise.